# إليجاه فليتشير
إليجاه فليتشير (بالإنجليزية: Elijah Fletcher)‏ هو صحفي وشخصية أعمال وناشر وسياسي أمريكي، ولد في 28 يوليو 1789 بقرية لودلو في الولايات المتحدة، وتوفي في 13 يوليو 1858 بلينشبرغ في الولايات المتحدة.